# Enzo Reale
Enzo Reale, né le 7 octobre 1991 à Vénissieux, est un footballeur français évoluant au poste de milieu offensif. Il évolue avec le GOAL FC.

## Biographie
Le 3 juin 2011, il signe son premier contrat pro avec l'Olympique lyonnais. Lors de la saison 2011-2012, il joue au poste de milieu offensif/relayeur dans le club français de l'US Boulogne, en prêt de l'Olympique lyonnais.
Il rejoint le FC Lorient le 4 septembre 2012 dans le cadre d'un transfert d'une somme d'un million d'euros où il signe un contrat de quatre ans. N'apparaissant plus dans les plans lorientais, sa dernière apparition en championnat remontant au 28 septembre 2013, il est prêté à l'AC Arles-Avignon le 20 janvier 2015. Titulaire dès le 23 janvier, il participe à la victoire des siens face à l'AS Nancy-Lorraine.
Le dernier jour du mercato d'été 2015, il paraphe un contrat de deux ans au Clermont Foot.
Le sélectionneur des moins de 20 ans, Francis Smerecki, le présente comme « un milieu très actif, malin sur un terrain. C'est un bon compromis entre les côtés défensif et offensif de son poste. Mais il doit devenir plus efficace ».
À la fin de l'été 2016, il rompt son contrat avec le Clermont Foot et retourne s'entraîner avec l'équipe CFA de l'Olympique lyonnais, son club formateur.
Le 29 juillet 2017, il s'engage avec l'autre club lyonnais, Lyon Duchère AS, qui évolue en National 1. Au cours de ses deux premières rencontres avec le club du plateau, plusieurs années après son dernier but, il marque à deux reprises.

## Statistiques
| Saison                | Club                    | Championnat           | Championnat | Championnat | Coupe nationale | Coupe nationale | Coupe de la Ligue | Coupe de la Ligue | Total | Total |
| Saison                | Club                    | Division              | M.          | B.          | M.              | B.              | M.                | B.                | M.    | B.    |
| 2010-2011             | Olympique lyonnais      | Ligue 1               | 1           | 0           | -               | -               | -                 | -                 | 1     | 0     |
| Sous-total            | Sous-total              | Sous-total            | 1           | 0           | -               | -               | -                 | -                 | 1     | 0     |
| 2011-2012             | US Boulogne (prêt)      | Ligue 2               | 26          | 6           | 2               | 0               | -                 | -                 | 28    | 6     |
| Sous-total            | Sous-total              | Sous-total            | 26          | 6           | 2               | 0               | -                 | -                 | 28    | 6     |
| 2012-2013             | FC Lorient              | Ligue 1               | 20          | 1           | 3               | 0               | 1                 | 0                 | 24    | 1     |
| 2013-2014             | FC Lorient              | Ligue 1               | 2           | 0           | -               | -               | -                 | -                 | 2     | 0     |
| 2014-2015             | FC Lorient              | Ligue 1               | -           | -           | 1               | 0               | 1                 | 0                 | 2     | 0     |
| Sous-total            | Sous-total              | Sous-total            | 22          | 1           | 4               | 0               | 2                 | 0                 | 28    | 1     |
| 2014-2015             | AC Arles-Avignon (prêt) | Ligue 2               | 9           | 0           | -               | -               | -                 | -                 | 9     | 0     |
| Sous-total            | Sous-total              | Sous-total            | 9           | 0           | -               | -               | -                 | -                 | 9     | 0     |
| 2015-2016             | Clermont Foot           | Ligue 2               | 16          | 1           | 2               | 0               | -                 | -                 | 18    | 1     |
| Sous-total            | Sous-total              | Sous-total            | 16          | 1           | 2               | 0               | -                 | -                 | 18    | 1     |
| 2017-2018             | Lyon-Duchère AS         | National              | 19          | 3           | 1               | 0               | -                 | -                 | 20    | 3     |
| Sous-total            | Sous-total              | Sous-total            | 19          | 3           | 1               | 0               | 0                 | 0                 | 20    | 3     |
| 2018-2019             | SO Cholet               | National              | 22          | 0           | 2               | 0               | -                 | -                 | 24    | 0     |
| Sous-total            | Sous-total              | Sous-total            | 22          | 0           | 2               | 0               | 0                 | 0                 | 24    | 0     |
| 2019-2020             | AS Béziers              | National              | 10          | 3           | 2               | 0               | 1                 | 0                 | 13    | 3     |
| 2020-2021             | AS Béziers              | National 2            | 3           | 0           | -               | -               | -                 | -                 | 3     | 0     |
| 2021-2022             | AS Béziers              | National 2            | 6           | 1           | 1               | 0               | -                 | -                 | 7     | 1     |
| Sous-total            | Sous-total              | Sous-total            | 19          | 4           | 3               | 0               | 1                 | 0                 | 23    | 4     |
| 2021-2022             | Manchego Ciudad Real    | Tercera División      | 12          | 0           | -               | -               | -                 | -                 | 12    | 0     |
| Sous-total            | Sous-total              | Sous-total            | 12          | 0           | -               | -               | -                 | -                 | 12    | 0     |
| 2022-2023             | GOAL FC                 | National 2            | 21          | 1           | 1               | 0               | -                 | -                 | 22    | 1     |
| Sous-total            | Sous-total              | Sous-total            | 21          | 1           | 1               | 0               | 1                 | 0                 | 23    | 1     |
| Total sur la carrière | Total sur la carrière   | Total sur la carrière | 167         | 15          | 13              | 0               | 3                 | 0                 | 183   | 15    |

## Palmarès

### En sélection nationale
- Équipe de France des moins de 17 ans
  - Finaliste du Championnat d'Europe des moins de 17 ans : 2008

- Équipe de France des moins de 19 ans
  - Vainqueur du Championnat d'Europe des moins de 19 ans : 2010